# 에라스토 은요니
에라스토 에드워드 은요니(스와힐리어: Erasto Edward Nyoni, 1988년 5월 7일 ~ )는 탄자니아의 축구 선수로 현재 나뭉고 FC에서 수비형 미드필더로 활약하고 있으며 탄자니아 대표팀 국제 A매치 최다 출전자이자 므라쇼 은가사와 함께 FIFA 센추리클럽에 가입되어 있는 몇 안되는 탄자니아 선수로 손꼽힌다.

## 같이 보기
- A매치 100경기 이상 출전한 축구 선수 명단